# Lingue macro-pama-nyunga
Le lingue macro-pama-nyunga costituiscono una famiglia linguistica australiana che collega le due famiglie linguistiche principali dell'Australia, le lingue pama-nyunga, che coprono il 78% del continente e le lingue gunwinyguan, la famiglia principale della Terra di Arnhem nell'Australia settentrionale. 
Le famiglie linguistiche tradizionalmente accettate incluse in questa proposta sono, 
- Le lingue gunwinyguan
- Il gruppo pama-nyunga maggiore
  - Le lingue tankiche
  - La lingua garawa
  - Le lingue pama-nyunga

Inoltre è stato suggerito che la lingua ngurmbur, una lingua isolata, possa fare parte di questo gruppo.  

## Riferimento
- McConvell, Patrick and Nicholas Evans. (eds.) 1997. Archaeology and Linguistics: Global Perspectives on Ancient Australia. Melbourne: Oxford University Press